# Der Mann, dem man den Namen stahl
Der Mann, dem man den Namen stahl ist ein 1944 entstandener deutscher Spielfilm von Wolfgang Staudte mit Axel von Ambesser in der Titelrolle.

## Handlung
In der „guten alten Zeit“: In der Registratur einer altdeutschen Beamtenstube wird festgestellt, dass ein gewisser Fridolin Biedermann wegen mehrerer Delikte polizeilich gesucht wird: wegen Heiratsschwindel, Urkundenfälschung, Alimentenverweigerung, Hochstapelei und Bigamie. Sämtliche Behörden, vorzugsweise Standesämter, so der leitende Beamte, seien davon in Kenntnis zu setzen. Dies ist die Ausgangssituation der Geschichte, die von dem kreuzbraven Fridolin Biedermann handelt, der gerade dabei ist, Vorbereitungen für die Eheschließung mit seiner Verlobten Elvira Sauer zu treffen. Biedermann ist ein wirklich treudeutscher Biedermann: er führt ein Kaufhaus und schafft es sogar, mit seinem ihm eigenen Charme in der Hutabteilung einer quengeligen Kundin mittleren Alters einen Kaffeewärmer mit Stoffhahn obenauf als neueste Pariser Hutkreation zu verkaufen. Fridolins Angebetete Elvira ist die Tochter des Chefs, und der ist von der Vorstellung, dass seine Tochter seinen besten Angestellten ehelichen wird, durchaus angetan. Beim Standesamt erlebt das zukünftige Ehepaar jedoch eine böse Überraschung: Nach den polizeilichen Unterlagen, so herrscht der Standesbeamte den „Wüstling“ Fridolin an, soll er bereits seit sieben Jahren verheiratet sein und drei eheliche und fünf uneheliche Kinder haben. Um den Irrtum aufzuklären, geht Fridolin anstandslos zur Polizei, doch da bekanntermaßen in deutschen Amtsstuben alles grundsätzlich seine Richtigkeit hat und sich Dokumente grundsätzlich niemals irren, glaubt man auch dort eher den Registraturunterlagen als dem unschuldig Beschuldigten. So wird Fridolin B. verhaftet und in gestreiften Klamotten in einer klapprigen Gefängniskutsche, bei der während der Fahrt auch noch die hölzerne Rückwand herausfällt, fortgebracht.
Auf der Polizeipräfektur stellt sich rasch heraus, dass Biedermann nicht identisch mit dem gesuchten Ganoven ist. Fridolin erinnert sich: Es gab mal einen Kellner, ein gewisser Max Vieregg, der ihn in einem Lokal „ganz aus Versehen“ mit Rotwein bespritzte. Man half ihm mit Salz aus, dann kam noch eine etwas verrucht wirkende Dame namens Hella hinzu. Vieregg und Hella arbeiteten zusammen, um Biedermanns Brieftasche mitsamt seinen persönlichen Dokumenten zu entwenden. Seitdem verübte Vieregg als „Fridolin Biedermann“ zahlreiche Straftaten. Da dieser Vorgang geklärt ist, wird auf Anordnung des Polizeipräfekten die Strafakte des echten Biedermann um die kriminellen Taten gesäubert, während der falsche Fridolin erneut eine bigamistische Ehe eingeht und sich dafür von seinem neuen Schwiegervater mit einem Barscheck entlohnen lässt. Der wahre Fridolin scheitert aber bei seinem Wunsch, nun endlich seine Elvira zu heiraten, erneut an der Bürokratie. Denn, so verkündet ihm der Standesbeamte, erst müssten die vorhergehenden Ehen des falschen Fridolin „ordnungsgemäß“ aufgelöst worden, zuvor dürfe er nicht verheiratet werden. Dann gibt der Standesbeamte Biedermann noch einen famosen „guten Rat“ mit auf dem Weg: Er solle seinen Namensdieb ausfindig machen und diesen dazu bringen, seine Ehen „ordnungsgemäß“ aufzulösen, damit diese „ordnungsgemäß“ aus der Registratur gelöscht werden könnten. Genervt wie fassungslos verlassen Fridolin und Elvira das Standesamt.
Fridolin wendet sich vertrauensvoll an die Detektei Röntgenblick mit ihrem kauzigen Chef Dr. Heimlich. In einem Ganoventreff, einer verruchten Kaschemme, übertölpelt dieser mit einem Trick und der Hilfe Fridolins die städtischen Gauner und bekommt so diejenige Adresse heraus, wo sich Namensdieb und Bigamist Vieregg aufhalten soll. Dort trifft Fridolin Viereggs Ganovenbraut Hella an, die ein Eheanbahnungsinstitut betreibt und eine große Schau abzieht, als Biedermann ihr zu erkennen gibt, dass er ihre Gaunereien durchschaut hat. Gemeinsam mit Dr. Heimlich besucht Fridolin die Gaunerpinte „Bar Kap Horn“, an deren Eingangstür darum gebeten wird, Schusswaffen nur mit Schalldämpfer zu benutzen, um die künstlerischen Darbietungen nicht zu stören. Während die Sängerin Marlen Weber die Edelschnulze „Mamatschi“ zum Besten gibt, sind die harten Jungs vor Ort derart ergriffen, dass manche von ihnen nach dem Liedende ihre schlechten Absichten aufgeben und nie mehr krumme Dinger drehen wollen. In der Zwischenzeit kündigt Viereggs neue Komplizin Swea die Zusammenarbeit mit ihm auf, woraufhin Vieregg versucht, sich zu erschießen – doch jedes Mal versagt die Pistole. Erst als er den Revolver entnervt auf den Tisch legt, löst sich ein Schuss … und trifft Max Vieregg tödlich. Nun kann „Fridolin Biedermann“ aus dem Strafregister getilgt werden. Doch damit ist er amtlich tot, und somit lebt auch, offiziell, der wahre Biedermann nicht mehr. Wo kein Biedermann mehr, da auch keine Eheschließung möglich. Fridolin kann schon wieder nicht getraut werden!
Entsetzt rennt Biedermann zu seiner Regierung und bittet den Kabinettschef, die Bürokratie anzuweisen, ihn wieder als, im Beamtendeutsch, „ordentlichen Zugang“ führen zu lassen. So geschieht es, und Fridolin glaubt sich endlich am Ziel seiner Träume. Doch der Standesamte macht ihm klar, dass er als quasi „Neugeborener“ noch 21 Jahre warten müsse. Als bürokratischer Zugang ist er erst seit heute existent, darf somit erst mit Erreichen der Volljährigkeit – damals 21 Jahre – heiraten. Volle 21 Jahre warten? Fridolin platzt der Kragen, und er brüllt in Anwesenheit von Elvira und des Standesbeamten, dass er jetzt überhaupt keine Lust mehr habe zu heiraten und sich lieber den Ganoven anschließen werde, um selbst eine Verbrecherlaufbahn einzuschlagen. Daraufhin fängt Elvira zu heulen an und gibt ihrem langjährigen heimlichen Verehrer Heini Bock endlich eine Chance, bei ihr zu landen.
Biedermann findet nun ernsthaft, dass es Zeit wird, sein Leben auf den Kopf zu stellen: Er will wirklich ein Gauner werden! So begibt er sich erneut in die Bar Kap Horn, wo er die Sängerin Marlen wiedertrifft. Die war eines der Heiratsopfer des falschen Biedermanns und ist somit, bürokratisch-formaljuristisch betrachtet, die Witwe des echten, noch lebenden Fridolin. Marlen, die aus sehr gutem Hause stammt, beginnt mit dem Möchtegern-Gauner Fridolin zu flirten und nimmt ihn auf den Arm, als er ankündigt, nun endlich mal ein „richtiges Ding“ drehen zu wollen. Marlen hat auch schon eine Idee: Sie kenne da ein vornehmes Haus, das einem reichen Mann, dem Salzmandel-König Konsul Weber, gehöre. Fridolin ahnt nicht, dass es sich dabei um Marlens Vater handelt und sie ihn nur aufziehen will. Man bricht in die Villa ein, und Fridolin wundert sich, warum die beiden Wachhunde, zwei Doggen, schwanzwedelnd an Marlen, die natürlich mitgekommen ist, vorbeilaufen. Marlen macht lange Finger und packt alles in einen Sack, was nicht niet- und nagelfest ist. Da aber packt Fridolin die Ehrlichkeit, und er fordert Marlen auf, alles wieder zurück an seinen Platz zu stellen. Beide stellen bei diesem verhinderten Fischzug fest, dass sie etwas für einander empfinden, und sofort macht Fridolin Marlen einen Heiratsantrag. Die Biedermann-Witwe aber erwidert wahrheitsgetreu: „Heiraten ist das einzige, was wir beide nicht können.“ Dann gesteht sie ihm, dass sie die Tochter des Konsuls und tatsächlich bereits mit ihm, Fridolin Biedermann, verheiratet ist. Jetzt, wo der Bürokratie Genüge geleistet wurde, steht einem, auch bürokratisch betrachtet, gemeinsamen „wohlanständigen“ Leben der beiden nichts mehr im Wege.

## Produktionsnotizen
Der Mann, dem man den Namen stahl wurde ab dem 24. April bis zum 20. Juli 1944 gedreht und passierte im März 1945 die Filmzensur. Dann wurde jedoch verlangt, die vielen Spitzen auf Behörden und Beamte wieder herauszunehmen, die „Wolfgang Staudte mit expressionistischen Stilmitteln der Weimarer Zeit“ verteilte. Bevor der Film wieder geändert werden konnte, kam das Kriegsende.
Daraufhin galt das abgedrehte Filmmaterial viele Jahre lang als verschollen. Es wurde an verschiedenen Orten gelagert und später im Staatlichen Filmarchiv der DDR zusammengeführt. Als man zu Beginn der 1990er Jahre auf der Suche nach verbliebenem Filmmaterial zu Harry Piels letzter Inszenierung der NS-Zeit Der Mann im Sattel war, stieß man im Staatlichen Filmarchiv der DDR auch auf 56 Rollen Bild- und 23 Rollen Tonnegativ zu Der Mann, dem man den Namen stahl, die in mühevoller Kleinarbeit restauriert wurden. Der Filmhistoriker Holger Theuerkauf sichtete die zahllosen Schnipsel von Bild-, Ton-, Positiv- und Negativmaterial und setzte sie zu einem beinahe vollständigen Film zusammen. An den wenigen Stellen, zu denen nur Tonmaterial vorlag, wurden Standbilder eingefügt. Die Uraufführung fand am 21. Juni 1996 im Zeughaus Kino – Deutsches Historisches Museum statt. Bei der Premiere war eine der  Hauptdarstellerinnen, Gretl Schörg, zugegen, während man vergessen hatte, die damals noch lebenden Darsteller Ruth Lommel, Ruth Buchardt und Kurt Weitkamp einzuladen.
Herbert Trantow debütierte hier als Filmkomponist. Die Bauten wurden von Otto Hunte und Karl Vollbrecht, deren letzte Zusammenarbeit dies bei einer vollendeten Produktion war, entworfen bzw. umgesetzt. Hans Grimm zeichnete für den Ton verantwortlich. Es tanzte das 1943 ins Leben gerufene Filmballett.
Hans Meyer-Hanno, der hier mehrere Sekunden lang als Straßenpolizist zu sehen ist, wurde ein, zwei Tage nach Ende der Dreharbeiten in seinem österreichischen Urlaubsort verhaftet. Der überzeugte Kommunist hatte sich im antifaschistischen Untergrund betätigt und wurde infolge der allgemeinen Verhaftungswelle nach dem Attentat vom 20. Juli, dem Tag des Drehschlusses, ebenfalls festgenommen. Für Meyer-Hanno war dies somit seine letzte Filmrolle.
Gretl Schörg sang das Lied Mamatschi, schenk mir ein Pferdchen. Axel von Ambesser, Egon Brosig und Aribert Wäscher sangen das Lied Paragraphen, Register, Formulare.
1947 drehte Staudte diesen Stoff erneut, diesmal unter dem Titel Die seltsamen Abenteuer des Herrn Fridolin B. Auch hier übernahm Ambesser die Hauptrolle des Fridolin Biedermann. Ruth Lommel und Hubert von Meyerinck kehrten gleichfalls in ihre alten Rollen zurück, während Darsteller wie Paul Henckels und Egon Brosig in der Neuverfilmung andere Rollen spielten. Vom ursprünglichen Film wurde nur eine Szene übernommen, in der der Held ein Chanson singt.

## Rezeption und Analyse
„Der Film ist ein Phänomen: Eine bissige Satire auf Bürokratie und engstirnigen Behördengeist, mithin auf die Verwaltung, mithin auf die Regierung – und das im Jahr 1945. Axel von Ambesser, nebenbei auch Kabarettist, spielt mit ironischem Charme die Hauptrolle des Fridolin Biedermann, der heiraten will. Leiderleider ist sein amtliches Register nicht rein – vor Jahren hat ein Hochstapler ihm den Ausweis gestohlen und unter seinem Namen diverse Vergehen wie Heiratsschwindel, Bigamie und Betrug verübt. Das fällt nun auf den unschuldigen Original-Biedermann zurück. Auch, dass ihn die Polizei als einen anderen als den Gesuchten erkennt, hilft nicht – er gilt dann zwar als unschuldig, dank des doppelten Biedermeiers aber weiterhin als verheiratet; auch ein Gnadenerlass des Kabinettchefs hilft nicht – er gilt nun zwar nicht mehr als verheiratet, dafür aber als Neuzugang, heißt: als Säugling, der erst 21 Jahre lang auf Volljährigkeit warten muss, um seine Braut zu ehelichen. Allein diese Reihung an absurden Bestimmungen und archivarisch-bürokratischem Stumpfsinn wäre schon genug, zumal Staudte das alles höchst karikaturesk anlegt: die Standesbeamten, die Polizisten, der Betrüger und gar die Regierung sind völlig überzeichnete Typen, oft genug auch noch mit monströs verunstaltender Kamera gefilmt – der Blick des Beamten wirkt durch die Brille wie aus Froschaugen. Doch Staudte geht weiter. Er erzeugt einen untergründig höchst labilen Boden, der seinem Biedermann nicht nur unter den Füßen weggezogen wird, nein: der eine ohnehin brüchige Welt mehr schlecht als recht tragen soll. Denn dass es in diesem Film Brüche gibt, dass Charaktere ihr Denken und ihr Verhalten plötzlich umstülpen, dass es Kehrtwendungen in der Handlung gibt: Das ist nicht einfach auf den komischen Effekt hin konzipiert, das ist Programm. Fridolin Biedermann kämpft nicht gegen die behördliche Paragraphenreiterei. Er resigniert, wendet sich ab: er beschließt, Verbrecher zu werden, ‚Untermensch‘, wie er sich mal verspricht, als er die Unterwelt meint (auch in diesem Detail der Spott über die Nazis, nein: über Herrschaft allgemein).“